# Seznam dílů seriálu Con Man
Toto je seznam dílů seriálu Con Man. Americký komediální webový seriál Con Man byl zveřejněn na webu Vimeo, přičemž druhá řada byla zveřejněna na Comic-Con HQ. Dne 9. září 2017 měl seriál premiéru na americká stanici Syfy, která ho odkoupila. 

## Přehled řad
| Řada | Díly | Premiéra na internetu | Premiéra na internetu |
| Řada | Díly | První díl             | Poslední díl          |
| ---- | ---- | --------------------- | --------------------- |
| 1    | 13   | 30. září 2015         | 21. října 2015        |
| 2    | 12   | 8. prosince 2016      | 26. ledna 2017        |

## Seznam dílů

### První řada (2015)
| Č. v seriálu | Č. v řadě | Původní název                | Režie      | Scénář     | Premiéra na Vimeo |
| ------------ | --------- | ---------------------------- | ---------- | ---------- | ----------------- |
| 1            | 1         | Stalled                      | Alan Tudyk | Alan Tudyk | 30. září 2015     |
| 2            | 2         | Cash Poor                    | Alan Tudyk | Alan Tudyk | 30. září 2015     |
| 3            | 3         | Behind the Lines             | Alan Tudyk | Alan Tudyk | 30. září 2015     |
| 4            | 4         | Retarding It All Up          | Alan Tudyk | Alan Tudyk | 30. září 2015     |
| 5            | 5         | Baby Boom                    | Alan Tudyk | Alan Tudyk | 7. října 2015     |
| 6            | 6         | A Fluid Thing                | Alan Tudyk | Alan Tudyk | 7. října 2015     |
| 7            | 7         | Doll Faced                   | Alan Tudyk | Alan Tudyk | 7. října 2015     |
| 8            | 8         | Voiced Over                  | Alan Tudyk | Alan Tudyk | 14. října 2015    |
| 9            | 9         | Sinking Feelings             | Alan Tudyk | Alan Tudyk | 14. října 2015    |
| 10           | 10        | Thank You for Your Service   | Alan Tudyk | Alan Tudyk | 14. října 2015    |
| 11           | 11        | Full Release                 | Alan Tudyk | Alan Tudyk | 21. října 2015    |
| 12           | 12        | Found and Lost               | Alan Tudyk | Alan Tudyk | 21. října 2015    |
| 13           | 13        | Too Much Closure for Comfort | Alan Tudyk | Alan Tudyk | 21. října 2015    |

### Druhá řada (2016–2017)
| Č. v seriálu | Č. v řadě | Původní název          | Režie            | Scénář                                      | Premiéra na Comic-Con HQ |
| ------------ | --------- | ---------------------- | ---------------- | ------------------------------------------- | ------------------------ |
| 14           | 1         | What Goes Up...        | Alan Tudyk       | Alan Tudyk a Josh Dean                      | 8. prosince 2016         |
| 15           | 2         | New Deal, No Deal      | Alan Tudyk       | Alan Tudyk, Sean Bury a Nicholas Daly Clark | 8. prosince 2016         |
| 16           | 3         | Them's the Breaks      | Alan Tudyk       | Alan Tudyk a Josh Dean                      | 15. prosince 2016        |
| 17           | 4         | A Small Step for Manly | Alan Tudyk       | Alan Tudyk, Sean Bury a Nicholas Daly Clark | 15. prosince 2016        |
| 18           | 5         | Dick Lansing           | Alan Tudyk       | Alan Tudyk a Josh Dean                      | 22. prosince 2016        |
| 19           | 6         | Gum Drop               | Alan Tudyk       | Alan Tudyk, Sean Bury a Nicholas Daly Clark | 22. prosince 2016        |
| 20           | 7         | Pin Cushion            | Alan Tudyk       | Alan Tudyk a Josh Dean                      | 12. ledna 2017           |
| 21           | 8         | I'm with Stupid        | Alan Tudyk       | Alan Tudyk, Sean Bury a Nicholas Daly Clark | 12. ledna 2017           |
| 22           | 9         | Back to the Past       | Anthony Leonardi | Alan Tudyk a Josh Dean                      | 19. ledna 2017           |
| 23           | 10        | Dawn of Girth          | Anthony Leonardi | Alan Tudyk, Sean Bury a Nicholas Daly Clark | 19. ledna 2017           |
| 24           | 11        | A Shot with Finley     | Anthony Leonardi | Alan Tudyk, Sean Bury a Nicholas Daly Clark | 26. ledna 2017           |
| 25           | 12        | Shock to the System    | Anthony Leonardi | Alan Tudyk a Josh Dean                      | 26. ledna 2017           |